# Baignes-Sainte-Radegonde
 Baignes-Sainte-Radegonde  là một xã của tỉnh Charente, thuộc vùng Nouvelle-Aquitaine, tây nam nước Pháp.